# Campeonato Europeo Sub-18 1988
El Campeonato Europeo Sub-18 1988 se llevó a cabo en Checoslovaquia del 22 al 27 de julio y contó con la participación de 8 selecciones juveniles de Europa provenientes de una fase eliminatoria.
Unión Soviética venció en la final a Portugal para conseguir su quinto título continental.

## Participantes
| - Alemania Democrática - Checoslovaquia (anfitrión) - Dinamarca - España | - Noruega - Países Bajos - Portugal - Unión Soviética |

## Resultados

### Fase Principal
|  | Cuartos de final     | Cuartos de final |                 |                      | Semifinales | Semifinales |  |                        | Final       | Final       |  |
|  | 22 de julio          | 22 de julio      |                 |                      | 24 de julio | 24 de julio |  |                        | 27 de julio | 27 de julio |  |
|  |                      |                  |                 |                      |             |             |  |                        |             |             |  |
|  |                      |                  |                 |                      |             |             |  |                        |             |             |  |
|  | Dinamarca            | 0                |                 |                      |             |             |  |                        |             |             |  |
|  | Dinamarca            | 0                |                 |                      |             |             |  |                        |             |             |  |
|  | Alemania Democrática | 2                |                 |                      |             |             |  |                        |             |             |  |
|  | Alemania Democrática | 2                |                 | Alemania Democrática | 0           |             |  |                        |             |             |  |
|  |                      |                  |                 | Alemania Democrática | 0           |             |  |                        |             |             |  |
|  |                      |                  | Unión Soviética | 3                    |             |             |  |                        |             |             |  |
|  | Noruega              | 2                | Unión Soviética | 3                    |             |             |  |                        |             |             |  |
|  | Noruega              | 2                |                 |                      |             |             |  |                        |             |             |  |
|  | Unión Soviética      | 4                |                 |                      |             |             |  |                        |             |             |  |
|  | Unión Soviética      | 4                |                 |                      |             |             |  | Unión Soviética (t.e.) | 3           |             |  |
|  |                      |                  |                 |                      |             |             |  | Unión Soviética (t.e.) | 3           |             |  |
|  |                      |                  | Portugal        | 1                    |             |             |  |                        |             |             |  |
|  | Portugal             | 3                | Portugal        | 1                    |             |             |  |                        |             |             |  |
|  | Portugal             | 3                |                 |                      |             |             |  |                        |             |             |  |
|  | Países Bajos         | 0                |                 |                      |             |             |  |                        |             |             |  |
|  | Países Bajos         | 0                |                 | Portugal             | 2           |             |  |                        |             |             |  |
|  |                      |                  |                 | Portugal             | 2           |             |  |                        |             |             |  |
|  |                      |                  | España          | 0                    |             |             |  |                        |             |             |  |
|  | España               | 1                | España          | 0                    |             |             |  |                        |             |             |  |
|  | España               | 1                |                 |                      |             |             |  |                        |             |             |  |
|  | Checoslovaquia       | 0                |                 |                      |             |             |  |                        |             |             |  |
|  | Checoslovaquia       | 0                |                 |                      |             |             |  |                        |             |             |  |
|  |                      |                  |                 |                      |             |             |  |                        |             |             |  |

### Ronda de Compensación

#### 5º - 8º Lugar
| Equipo 1     | Resultado   | Equipo 2       |
| ------------ | ----------- | -------------- |
| Noruega      | 1-1 (5-4 p) | Dinamarca      |
| Países Bajos | 0-1         | Checoslovaquia |

#### Tercer lugar
| Equipo 1 | Resultado | Equipo 2             |
| -------- | --------- | -------------------- |
| España   | 0-2       | Alemania Democrática |

## Campeón
| Eurocopa Sub-18 1988          |
| ----------------------------- |
| Bandera de la Unión Soviética |
| Unión Soviética 5º Título     |

## Clasificados al Mundial Sub-20
| - Alemania Democrática - Checoslovaquia | - España - Noruega | - Portugal - Unión Soviética |